# 铰剪藤属
铰剪藤属（学名：Holostemma）是萝藦科下的一个属，为缠绕、秃净灌木植物。该属共有2种，分布于印度、斯里兰卡、缅甸。